# Ilja Najsjuller
Ilja Najsjuller (russisk: Илья́ Ви́кторович Найшу́ллер) (født 19. november 1983 i Moskva i Sovjetunionen) er en russisk filminstruktør.

## Filmografi
- Hardcore (Хардкор, 2016)[1][2]